# Prionota guangdongensis
Prionota guangdongensis är en tvåvingeart som beskrevs av Yang och Young 2007. Prionota guangdongensis ingår i släktet Prionota och familjen småharkrankar. Inga underarter finns listade i Catalogue of Life.